# 대한민국 형사소송법 제267조의2
대한민국 형사소송법 제267조의2는 집중심리에 대한 형사소송법의 조문이다.

## 조문
제267조의2(집중심리) ① 공판기일의 심리는 집중되어야 한다.
②심리에 2일 이상이 필요한 경우에는 부득이한 사정이 없는 한 매일 계속 개정하여야 한다.
③재판장은 여러 공판기일을 일괄하여 지정할 수 있다.
④재판장은 부득이한 사정으로 매일 계속 개정하지 못하는 경우에도 특별한 사정이 없는 한 전회의 공판기일부터 14일 이내로 다음 공판기일을 지정하여야 한다.
⑤소송관계인은 기일을 준수하고 심리에 지장을 초래하지 아니하도록 하여야 하며, 재판장은 이에 필요한 조치를 할 수 있다.
[본조신설 2007.6.1.]

## 참고 문헌
- 손동권 신이철, 새로운 형사소송법(초판, 2013), 세창, 2013. ISBN 9788984114081